# Musculus adductor magnus
Der Musculus adductor magnus (lat. für „großer Adduktor“) ist der größte der Adduktoren des Oberschenkels. Er liegt als großer dreieckiger Muskel an der Innenseite des Oberschenkels. Zwischen seinen Ansätzen an der Linea aspera und dem Tuberculum adductorium bildet sich das Hiatus adductorius (von lat. hiatus „Öffnung“) oder auch Hiatus tendineus. Durch diese Öffnung gelangen die Arteria femoralis und die Vena femoralis über den Adduktorenkanal in die Kniebeuge. Bei den Huftieren ist er der einzige der drei Musculi adductores und wird daher einfach als Musculus adductor bezeichnet. Bei Schlachttieren ist der Muskel Teil der Oberschale.

## Ursprung und Ansatz
Der aus dem Ramus ischiopubicus entspringende Teil heißt pubofemoral Anteil oder Musculus adductor minimus, der aus dem Tuber ischiadicum entspringende Teil ist der ischiocondylare oder ischiocrurale Anteil. Der Ramus ischiopubicus ist ein zusammengesetzter Teil des Ramus inferior ossis pubis (unterer Schambeinast) und des Ramus inferior ossis ischii (unterer Sitzbeinast).
Am Ansatz des Muskels entstehen durch die bogenförmige Anheftung mehrere Öffnungen in der Aponeurose. Durch die oberen vier kleinen Öffnungen ziehen die Äste der Arteria profunda femoris, durch die größere, den Hiatus tendineus, ziehen die Oberschenkelarterie und -vene.

## Lagebeziehungen
Durch seine vordere Fläche ist der Muskel mit dem Musculus pectineus, dem Musculus adductor brevis, dem Musculus adductor longus, der Arteria femoralis und Vena femoralis, der Arteria profunda femoris und Vena profunda femoris mit ihren Äste sowie mit den hinteren Ästen der Arteria obturatoria, Vena obturatoria und dem Nervus obturatorius in Verbindung. Seine hintere Fläche steht mit dem Musculus semitendinosus, dem Musculus semimembranosus, dem Musculus biceps femoris und dem Musculus gluteus maximus in Verbindung.
Innen steht der Muskel mit dem Musculus gracilis und dem Musculus sartorius in Kontakt.
Die obere Grenze grenzt an den Musculus obturator externus und den Musculus quadratus femoris.

## Funktion
Der Musculus adductor magnus beugt und adduziert (Adduktion: Heranziehen zur Körpermitte) den Oberschenkel im Hüftgelenk. Der dorsale Anteil des Musculus adductor magnus streckt den Oberschenkel im Hüftgelenk, da dieser Teil dem Sitzbeinhöcker entspringt.

## Innervation
Es ist ein zusammengesetzter Muskel, weil der adduzierende und der ischiocrurale Anteil des Muskels von zwei verschiedenen Nerven innerviert sind. Der adduzierende Anteil ist von posteriorem Anteil des Nervus Obturatorius, der ischiocrurale Anteil ist vom Nervus tibialis innerviert.